# بئر الجول (القطن)
'

تعديل مصدري - تعديل

بئر الجول هي إحدى قرى عزلة القطن بمديرية القطن التابعة لمحافظة حضرموت، بلغ تعداد سكانها 281 نسمة حسب تعداد اليمن لعام 2004.